# Infiltratiekrat
Een infiltratiekrat, soms rainbox genoemd, is een sterk waterdoorlatende box die gebruikt wordt voor het bergen en infiltreren van regenwater. Een infiltratiekrat is van kunststof gemaakt, heeft meestal een afmeting van ca. 800 × 800 × 400 mm en wordt in de grond ingegraven. Op de box kan een hemelwaterafvoer van gebouwen of de afvoer van verharde terreinen worden aangesloten.
Het verzamelde hemelwater in het infiltratiekrat kan in de bodem wegzakken, zogenaamd infiltreren. Om vollopen van het krat met grond te voorkomen is deze met filterdoek van geotextiel ingepakt. Om boomblad en dergelijke te weren is het noodzakelijk een bladafscheider in de regenpijp op te nemen, terwijl een zandvang in combinatie met een inspectieput de werking van het krat zal verlengen.
Een krat met een inhoud van ca 270 liter is geschikt voor het afkoppelen van ca 14 m2 platdak op zandgrond. Is het af te koppelen dak groter en de grond minder doorlatend, dan kunnen meerdere infiltratieboxen aan elkaar gekoppeld worden. De gronddekking en inbouwdiepte zijn afhankelijk van de belasting door het verkeer en de vraag of het krat vorstvrij moet worden gehouden.